# Myoporhogas ocellaris
Myoporhogas ocellaris är en stekelart som först beskrevs av Szepligeti 1914.  Myoporhogas ocellaris ingår i släktet Myoporhogas och familjen bracksteklar. Inga underarter finns listade i Catalogue of Life.